# William Wymark Jacobs
William Wymark Jacobs, född den 8 september 1863 i London, död 1 september 1943 i Islington, London, var en engelsk författare av noveller och romaner.

## Biografi
Jacobs var son till en hamnchef i South Devon och fick sin utbildning på en privatskola i London. Han studerade därefter vid Birkbeck College på University of London.
År 1879 började Jacobs arbete som kontorist i statsförvaltningen, vid Postsparbanken. Han fick sin första novell publicerad 1885. Hans väg till framgång var långsam, men han var ändå ekonomiskt trygg nog för att kunna lämna sin anställning vid Posten 1899.
Han skrev humoristiska sjömanhistorier och kortare berättelser, bland annat skräcknovellen "The Monkey's Paw", på svenska  "Aphanden", som gavs ut 1902 i novellsamlingen "The Lady of the Barge". Den har ofta förekommit i antologier.
Jacobs' noveller sjönk något i popularitet runt första världskriget, och hans litterära insatser mellan kriget och hans död var övervägande omarbetning av hans egna noveller för scenen. Hans första dramatisering, "The Ghost of Jerry Bundler" utfördes i London 1899, återuppfördes 1902 och slutligen publicerades 1908.